# Tara Jaff
Tara Jaff (ur. 1958 w Halabdży) – piosenkarka wykonująca muzykę folkową. Jej utwory stanowią połączenie tradycyjnej kurdyjskiej muzyki oraz dźwięków celtyckiej harfy. Z pochodzenia jest Kurdyjką, od 1976 roku mieszka w Londynie.

## Życiorys
Tara w dzieciństwie uczęszczała na lekcje gry na pianinie, a następnie rozwijała swój talent sama. Próbowała gry na kilku instrumentach strunowych, jednak to harfa wzbudziła w niej największą fascynację. Na owym instrumencie nauczyła się grać podczas swoich studiów w Londynie, do czego zainspirowała ją przede wszystkim twórczość bretońskiego harfisty Alana Stivella. Jak sama twierdzi, jej największymi inspiracjami jest muzyka folkowa tworzona w języku gurani oraz inni współcześni muzycy kurdyjscy, tacy np. jak The Kamkars, Abbas Kamandi czy Mazhar Khaleqi.

## Dyskografia
- Diley Dêwanem (2005)[4]
- Asewar (2012)[6]
- Tembur and Harp (2015)[7]